# Paolo Roversi (Schriftsteller)

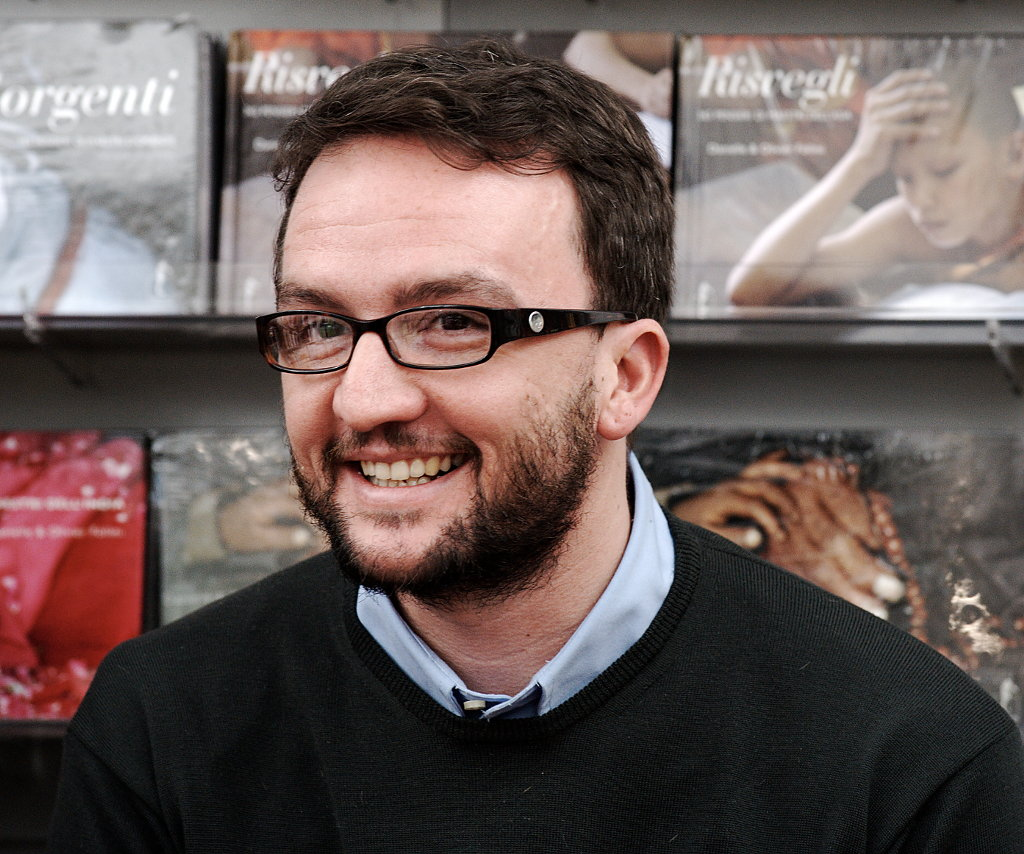
Paolo Roversi (2009)

Paolo Roversi (* 29. März 1975 in Suzzara, Lombardei) ist ein italienischer Krimischriftsteller.
Hauptberuflich arbeitet er als Journalist und lebt in Mailand. Für seinen Kriminalroman Die linke Hand des Teufels erhielt er den Premio Camaiore, einen renommierten Preis für Kriminalliteratur. Er gehört zu einer neuen Generation italienischer Kriminalautoren und wird von der Presse hoch gelobt. Milano Criminale wurde für den Prix Polar nominiert.

## Schriften (Auswahl)
- Blue tango. Stampa alternativa u. a., Viterbo 2006, ISBN 88-7226-902-4.
- La mano sinistra del diavolo. Mursia, Mailand 2006, ISBN 88-425-3715-2.
  - deutsch: Die linke Hand des Teufels. Kriminalroman (= List-Taschenbuch. 60990). Aus dem Italienischen von Marie Rahn. List, Berlin 2011, ISBN 978-3-548-60990-4.
- Niente baci alla francese. Mursia, Mailand 2007, ISBN 978-88-425-3888-2.
  - deutsch: Tödliches Requiem. Kriminalroman (= List-Taschenbuch. 61040). Aus dem Italienischen von Marie Rahn. List, Berlin 2011, ISBN 978-3-548-61040-5.
- L’uomo della pianura. Mursia, Mailand 2006, ISBN 978-88-425-4341-1.
- La marcia di Radeschi. Mursia, Mailand 2012, ISBN 978-88-425-4733-4.
- Milano Criminale. Rizzoli, Mailand 2011, ISBN 978-88-17-04777-7.
  - deutsch: Milano Criminale. Roman. Aus dem Italienischen von Esther Hansen. Ullstein, Berlin 2013, ISBN 978-3-550-08875-9.
- Solo il tempo di morire (= Farfalle. 226). Marsilio, Venedig 2015, ISBN 978-88-317-2036-6. 
  - deutsch: Schwarze Sonne über Mailand. Kriminalroman. Aus dem Italienischen von Esther Hansen. Ullstein, Berlin 2016, ISBN 978-3-548-28662-4.
- La confraternità delle ossa. La prima indagine di Enrico Radeschi (= Farfalle. 250). Marsilio, Venedig 2016, ISBN 978-88-317-2500-2.
  - deutsch: Das Blut in den Straßen von Mailand. Kriminalroman. Aus dem Italienischen von Esther Hansen. Ullstein, Berlin 2018, ISBN 978-3-548-28997-7.